# Мольнар, Вера
Ве́ра Мольна́р (фр. Vera Molnár, урождённая Гач; 5 января 1924, Будапешт — 7 декабря 2023, Париж) — венгерская медиахудожница, которая жила и работала в Париже в жанре цифровой живописи. Пионер компьютерного искусства. Кавалер Искусств и литературы Франции. Одна из первых женщин, использовавших компьютеры в живописи.
Участница 59й Венецианской биеннале. С 1968 года занималась изучением и развитием искусственного интеллекта в искусстве. Её разработки дали мощный толчок рынку цифрового искусства. Работы Веры Мольнар выставлены по всему миру. Она создала сотни цифровых произведений искусства, многие из которых были напечатаны как лимитированные сериграфии.

## Биография
Родилась 5 января 1924 года в Будапеште. Получив традиционное художественное образование, поступила в Будапештский колледж изящных искусств и в 1947 году окончила его. Тогда же она получила стипендию художников для обучения в Риме на Вилле Джулия, где стажировалась год, а после переехала в Париж.
Во время учёбы в Будапештском колледже изящных искусств Вера сотрудничала с учёным Франсуа Мольнаром. Между ними возникли тёплые отношения, которые вскоре переросли в любовь. В 1948 году Вера и Франсуа поженились.
С 1968 года Вера заинтересовалась компьютерным искусством. Её ранние цифровые картины состояли из простых линий и форм, но со временем она начала создавать более сложные произведения с использованием случайности и вариативности. Эксперименты с цифровым искусством Вера продолжала всю жизнь.
В 1976 году вместе со своим мужем разработала программное обеспечение Molnart. С 1985 по 1990 год преподавала изящные искусства, эстетику и историю искусств в Сорбонне.
В 1993 году умёр Франсуа. После его смерти Вера так и не вышла замуж.
В 2007 году она получила орден Искусств и литературы — ведомственную награду Франции, находящуюся в ведении Министерства культуры Франции, в 2018 году — приз AWARE (Archives of Women Artists, Research and Exhibitions), почётную награду, вручаемую женщинам за достижения в области науки и искусства.
С 2021 года она жила в частном доме престарелых Maison de Retraite Médicalisé, где продолжала заниматься компьютерной живописью. В это же время Вера заинтересовалась блокчейном и в начале 2023 года, в честь своего 99-летия, разработала инновационный перформативный протокол для создания серии NFT под названием «2% хаоса в сотрудничестве». Чуть позже, летом 2023 года, она создала генеративную художественную серию, состоящую из 500 уникальных NFT под названием, «Темы и вариации». 27 июля 2023 года она продала эту коллекцию менее чем за час на аукционе Sotheby’s за общую сумму 631 ETH или 1,2 миллиона долларов.
7 декабря 2023 года на сотом году жизни Вера Мольнар скончалась.

## Профессиональная деятельность
Интерес к компьютерному искусству у Веры Мольнар появился благодаря её мужу Франсуа: это он «заразил» жену идеями соединить технологии и творчество, начав экспериментировать с комбинаторными изображениями ещё в 1959 году. В это же время Вера провела серию опытов с оп-артом и стала соучредителем ряда французских экспериментальных группы, в том числе Groupe de Recherche d’Art Visuel (GRAV) — в 1960, и Art et Informatique — в 1967.

С 1968 года, как только впервые получила доступ к ЭВМ в исследовательской лаборатории Сорбонны, она занялась изучением потенциала компьютеров в искусстве: освоила технологию эпохи «Аполлона», выучила языки Бейсик и Фортран, создавала алгоритмические картины, основанные на простых геометрических фигурах и геометрических темах, делала рисунки с помощью плоттера и использовала перфокарты для своих авангардных творений. Её ранние цифровые картины состояли из простых линий и форм, но со временем она придумывать более сложные произведения с использованием случайности и вариативности. Ранние работы художницы с физическими полотнами были выставлены по всему миру, в том числе в Музее современного искусства в Нью-Йорке. Цифровое искусство настолько впечатлило Веру, что она обнимала компьютерные экраны, описывая этот процесс как «разговор» и «настоящий живописный процесс»: 
«При виде экрана я поняла, что для меня это будет настоящий диалог, а это именно то, чего я хотела. Компьютер был словно мой ассистент, только очень быстрый». 
В 1976 году Вера вместе со своим мужем разработала программное обеспечение Molnart.

## Награды
В 2005 году Мольнар получила премию DAM Digital Arts Award. В 2007 стала кавалером Ордена искусств и литературы. В 2018 Веру наградили премией AWARE.
В 2022 году она приняла участие в 59-й Венецианской биеннале. Тема выставки — «Бросить вызов идее „Мужчины как центра Вселенной“».

## Работы
Работы находятся в собраниях:
- Музей изящных искусств, Хьюстон, США
- Музей современного искусства, Нью-Йорк, США
- Museum Ritter, Вальденбух, Германия
- Библиотека и музей Моргана, Нью-Йорк, США
- Национальная художественная галерея, Вашингтон, США
- Тейт, Лондон
- Музей Виктории и Альберта, Лондон
- Kunstmuseum, Вольфсбург, Германия
- Музей искусств округа Лос-Анджелес, Лос-Анджелес, США